# Neurocysticerkoza
Neurocysticerkoza (łac. neurocysticercosis) – pasożytnicza choroba odzwierzęca ośrodkowego układu nerwowego (OUN), wywoływana przez larwę tasiemca uzbrojonego (Taenia solium) – wągra (cysticerkus, łac. cysticercus). Neurocysticerkoza najczęściej występuje u osób w wieku 30–50 lat.
Około 20% przypadków neurocysticerkozy stanowi wągrzyca oka (ICD-10: B69.2), w której wągry zasiedlają najczęściej tkankę podsiatkówkową, ciało szkliste oraz przednią część oka. Ten rodzaj cysticerkozy objawia się zmianami zapalnymi (np. zapalenie tęczówki) i uciskowymi, powodującymi ból wewnątrzgałkowy, błyski światła, upośledzenie widzenia, a w skrajnych przypadkach nawet utratę wzroku.

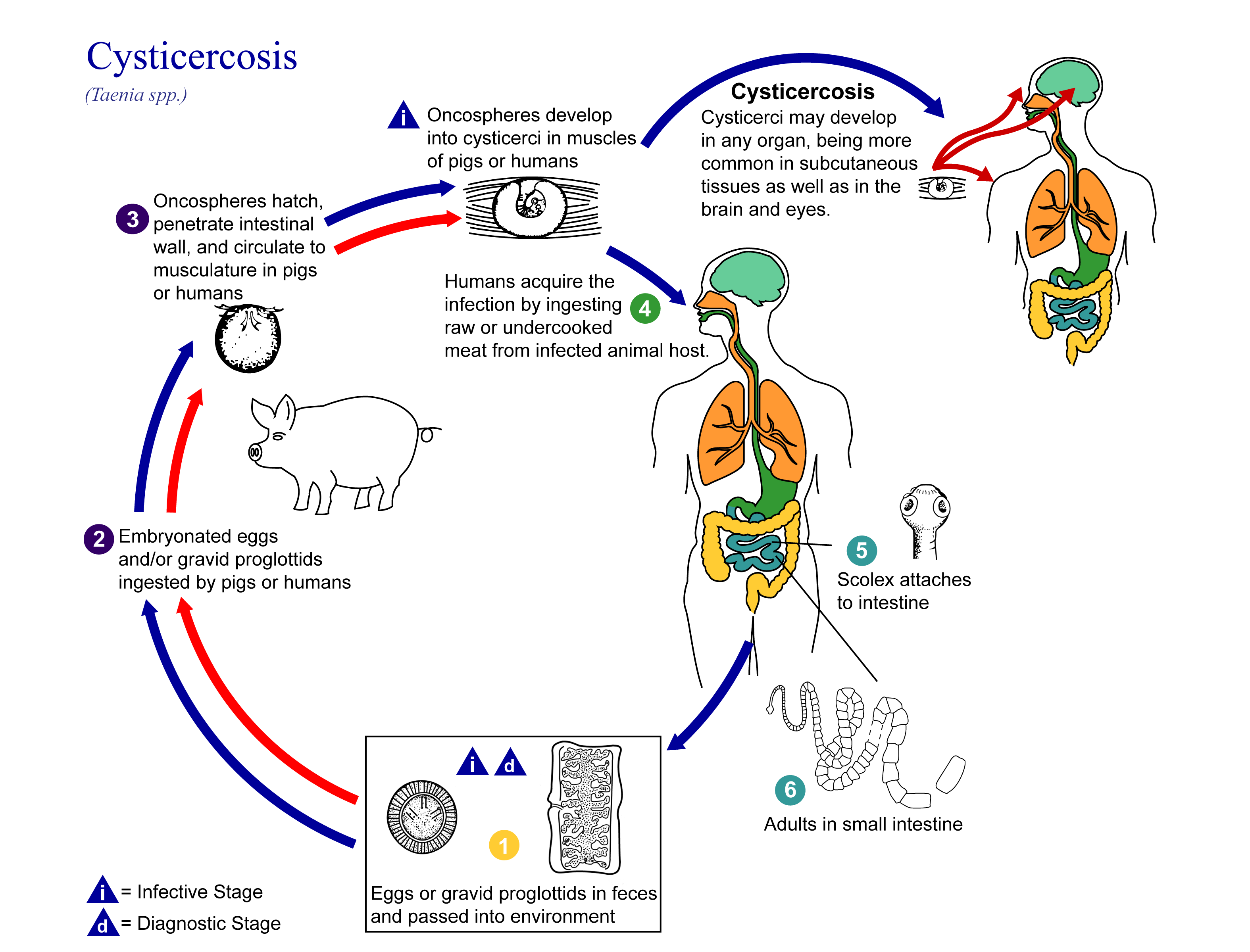
Cykl życiowy tasiemca uzbrojonego (Taenia solium)

Żywicielem pośrednim tasiemca uzbrojonego jest przeważnie świnia domowa, choć może być nim również dzik, niedźwiedź brunatny oraz niektóre małpy wąskonose i szerokonose. Zakażenie następuje drogą pokarmową, poprzez spożycie zakażonej wieprzowiny (lub mięsa innego zwierzęcia). Do ludzkiego mózgowia może jednorazowo przedostać się 1–2000 wągrów (czasem nawet więcej), które lokalizują głównie w korze mózgu (najczęściej w płatach czołowych i skroniowych oraz wzdłuż tętnicy środkowej mózgu). W mniejszych ilościach wągry zasiedlają także opony mózgowo-rdzeniowe i układ komorowy, a niekiedy również w pień mózgu. Liczebność larw pasożyta w organizmie wpływa na intensywność oraz przebieg choroby. W przeciwieństwie do rozsianej wągrzycy (cysticerkozy) mięśniowej, w neurocysticerkozie wągry nie otorbiają się. Cysticerkusy zlokalizowane w przestrzeni podpajęczynówkowej oraz komorze IV nazywają się cysticercus racemosus, a w ich wnętrzu znajdują się pęcherzyki (niezawierające skoleksów), których wzrost może przypominać przerzuty nowotworowe.
W 50% przypadków neurocysticerkoza przebiega bezobjawowo. U pozostałych pacjentów pierwsze objawy często pojawiają się dopiero po kilku latach od zakażenia. Do najbardziej typowych należą: drgawki (zwykle świadczą o zajęciu przez wągry komór mózgu, mogą prowadzić do stanu padaczkowego lub być sporadyczne), wzrost ciśnienia śródczaszkowego (zwykle świadczy o zajęciu przez wągry pnia mózgu, powoduje postępujące bóle głowy, wymioty, zaburzenia widzenia i niedowłady) oraz zaburzenia psychoorganiczne (wysuwające się z czasem na pierwszy plan, wyrażające się niepokojem lub spowolnieniem psychoruchowym, zaburzeniami orientacji, halucynacjami, a w bardziej zaawansowanych stadiach także apatią, amnezją lub demencją). W trakcie choroby występują zarówno okresy zaostrzeń objawów, jak i remisji, co ma najprawdopodobniej związek z obumieraniem pojedynczych wągrów.

## Epidemiologia
Jeszcze w latach 40. i 50. XX wieku częstotliwość zachorowań na wągrzycę była znaczna (zwłaszcza na obszarach wiejskich, z uwagi na panujące tam kiepskie warunki sanitarne). Z biegiem czasu, dzięki podniesieniu poziomu higieny osobistej na obszarach wiejskich, zamkniętego chowu zwierząt i obowiązkowym poubojowym badaniom sanitarnym, liczba zakażeń w Europie stale malała. W 2011 r. chorobowość w Polsce utrzymywała się na poziomie kilku przypadków rocznie.
W latach 1996–1997 w Polsce odsetek zakażonej trzody chlewnej wynosił średnio 0,0003% (3 świnie na 10 tys.), przy czym zauważalnie największy był w województwie radomskim oraz pilskim. Znacznie częstsze (miejscami nawet do 25%) zakażenia świń występują natomiast w Ameryce Południowej i Środkowej, Afryce, Indiach oraz Chinach.